# Pavel Kolobkov
Pavel Anatol'evič Kolobkov (in russo Павел Анатольевич Колобков?; Mosca, 22 settembre 1969) è un politico ed ex schermidore russo, vincitore di una medaglia d'oro, due d'argento ed una di bronzo nella scherma ai giochi olimpici. Vincitore anche di una Coppa del Mondo di scherma.